# Beyond the Astral Skies
Beyond the Astral Skies е третият и последен албум на немската рок група Electric Sun. Той е издаден от EMI през 1985 г.

## Състав
- Ули Джон Рот – основни и беквокали, китара, клавишни, бас
- Уле Ритген – бас, хармонични вокали на 2 и 4
- Михаел Флексиг (изписан като Михаел Флешзиг) – основни вокали на 2, 9, 10 и хармонични вокали на 1 – 4, 6 – 10
- Клайв Бънкър – барабани, оркестрална перкусия
- Елизабет Маккензи – сопран и алт на 9
- Робърт Къртис – виола и цигулка на 9
- Джени Еванс – хармонични вокали на 1, 5, 6, 8
- Дороти Патерсън – хармонични вокали на 5 и 6
- Ники Мур – вокали на 1
- Зено Рот – хармонични вокали на 1, 3, 6, 8
- Райнер Прцувара – хармонични вокали на 2 – 4, 7, 9, 10